# 小さな頃から/自転車
『小さな頃から／自転車』（ちいさなころから／じてんしゃ）は、日本のロックバンド、JUDY AND MARYの6枚目のシングル。

## 解説
- 1995年1月21日にエピックレコーズよりリリースされた。
- アルバム『ORANGE SUNSHINE』からのシングルカット。
- 「小さな頃から」はフジテレビ系『OIOI TOKYO TASTE ROOMS』エンディングテーマ。映画『シムソンズ』挿入歌。
- 「自転車」は1995年放送のフジテレビ系『めちゃ×2モテたいッ!』主題歌。明治製菓『ポイフル』CMソング。

## 収録曲
1. 小さな頃から (5:12)
2. 自転車 (4:18)

全作詞：磯谷有希 / 作曲：恩田快人 / 編曲：JUDY AND MARY

## 楽曲の収録アルバム
- ORANGE SUNSHINE (#1,2)
- FRESH (#1,2)
- The Great Escape -COMPLETE BEST- (#1,2)
- COMPLETE BEST ALBUM「FRESH」 (#1,2)

## カバー
小さな頃から
- スネオヘアー - アルバム『JUDY AND MARY 15th Anniversary Tribute Album』（2009年3月18日）収録。

自転車
- 高木さん（高橋李依） - テレビアニメ『からかい上手の高木さん』第5話・第6話エンディングテーマ。アルバム『からかい上手の高木さん Cover Song Collection』（2018年3月28日）収録。